# Kovačice
Kovačice (en serbe cyrillique : Ковачице) est un village de Serbie situé sur le territoire de la Ville de Valjevo, district de Kolubara. Au recensement de 2011, il comptait 174 habitants.

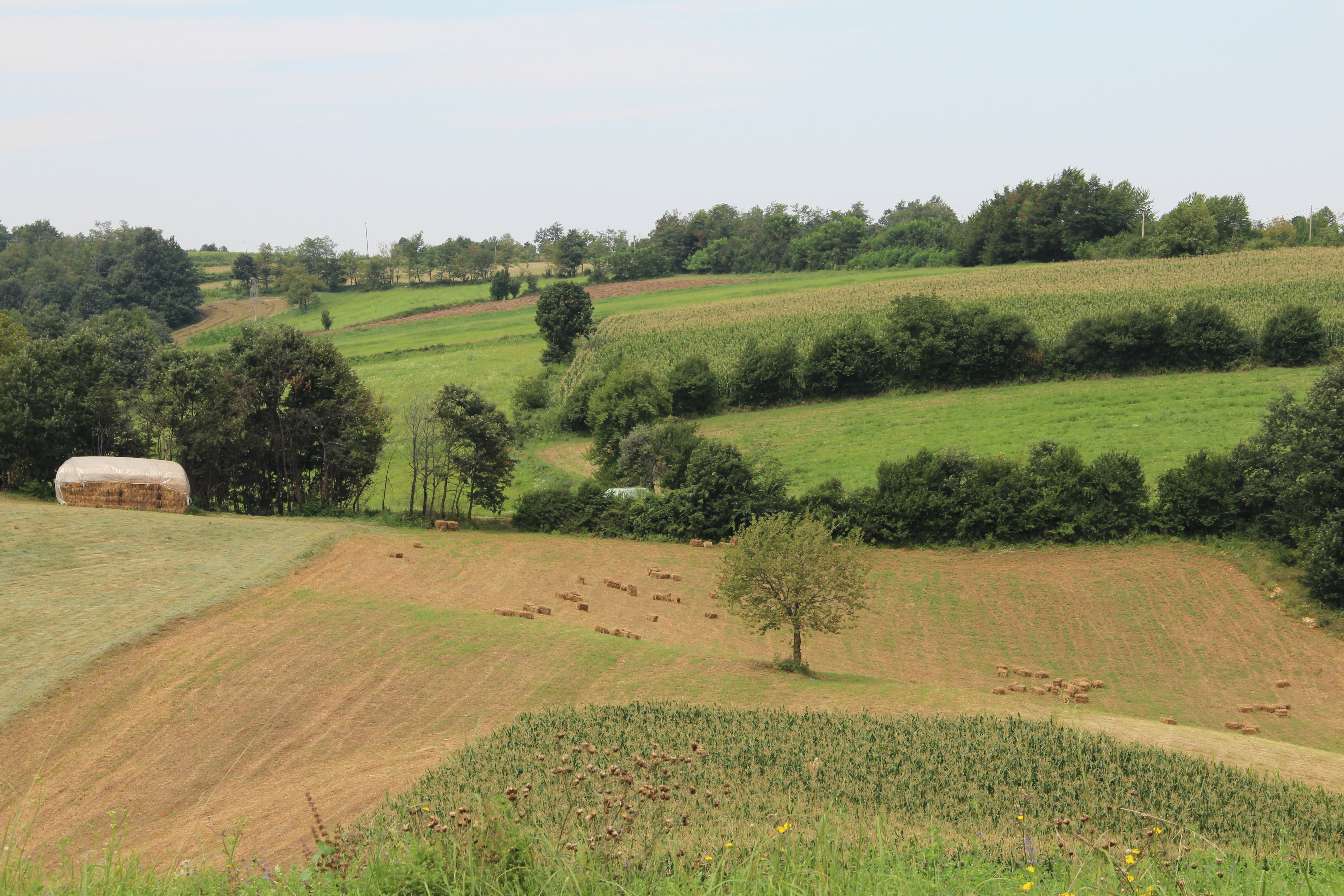
Kovačice - panorama
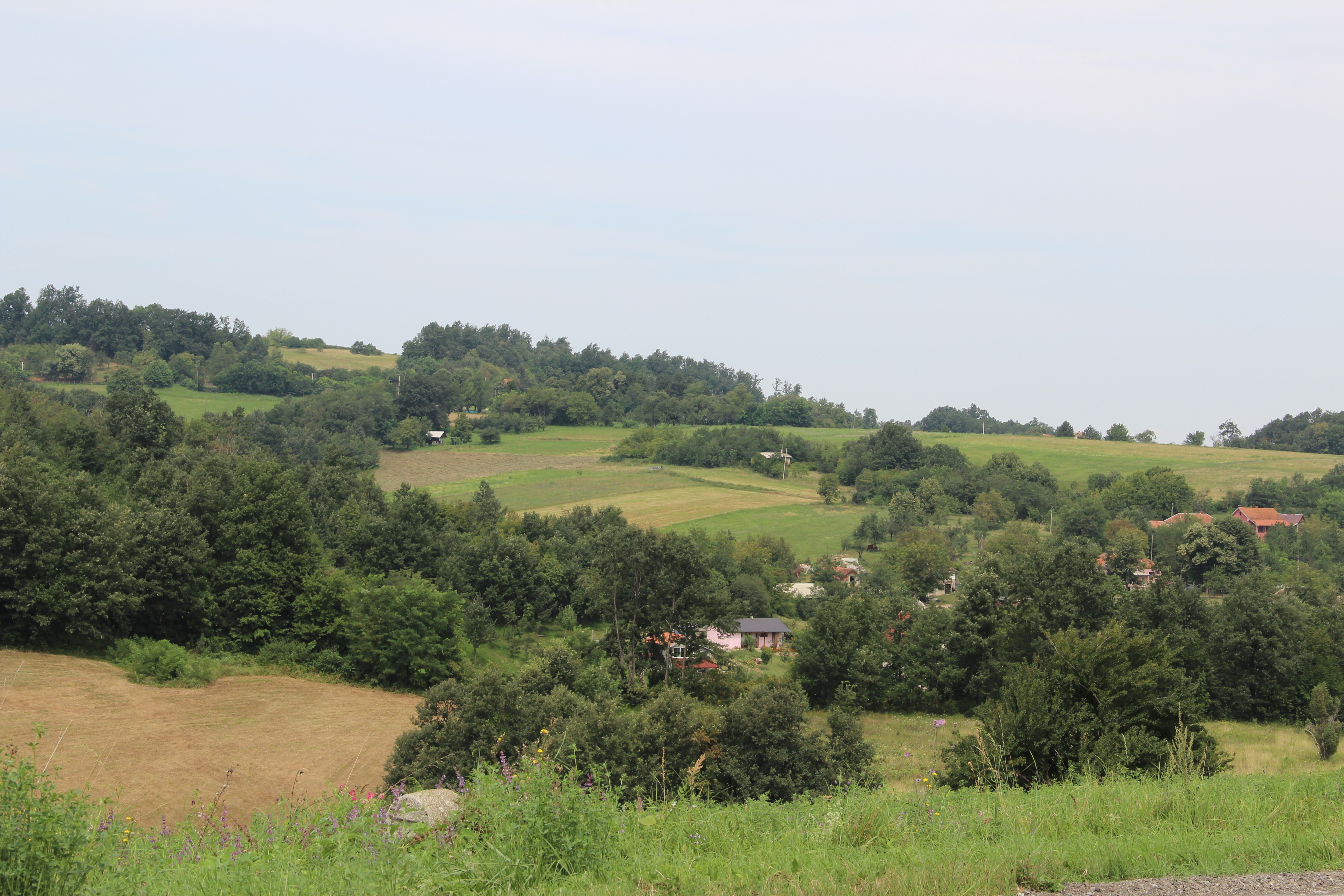
Kovačice - panorama
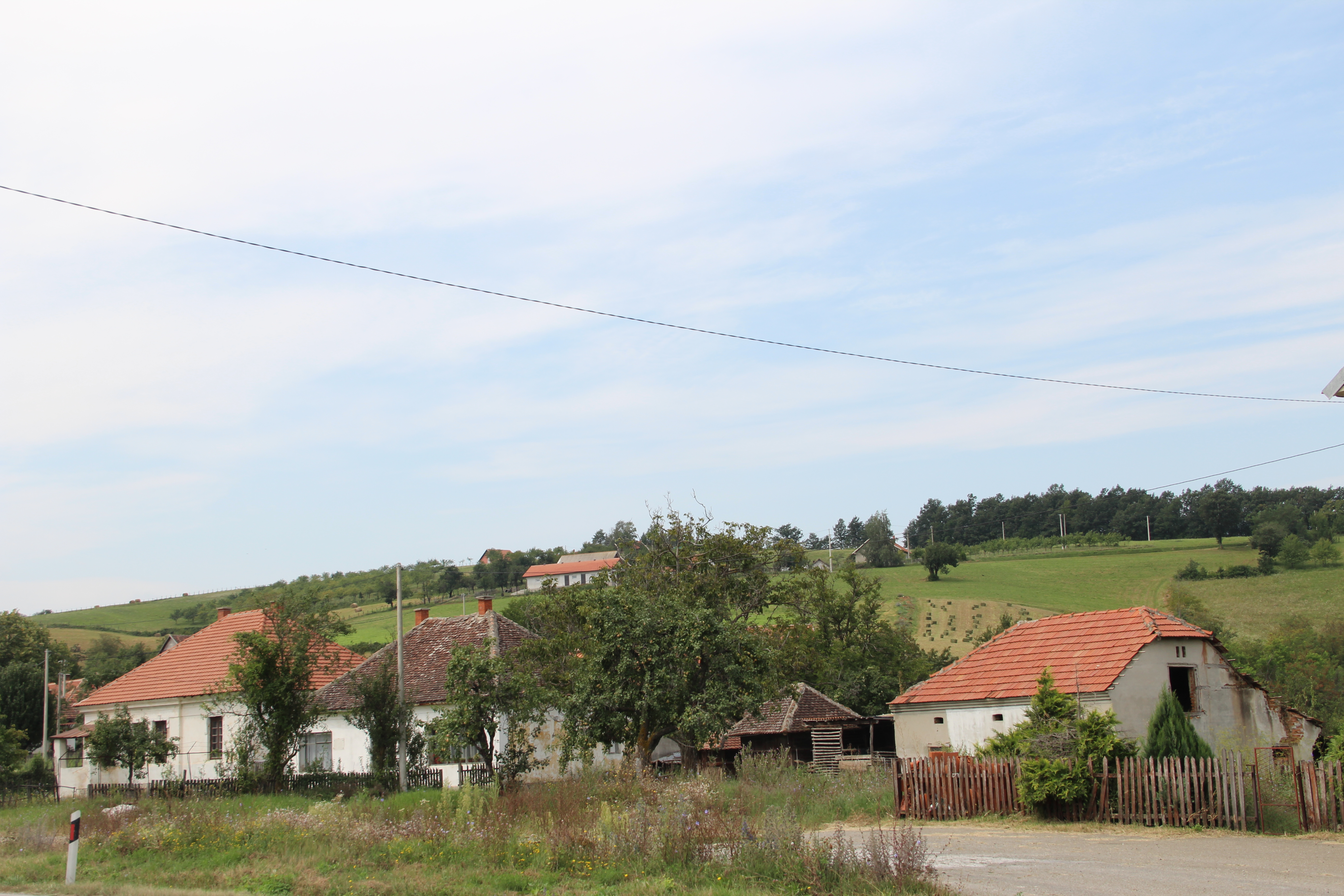
Kovačice - panorama
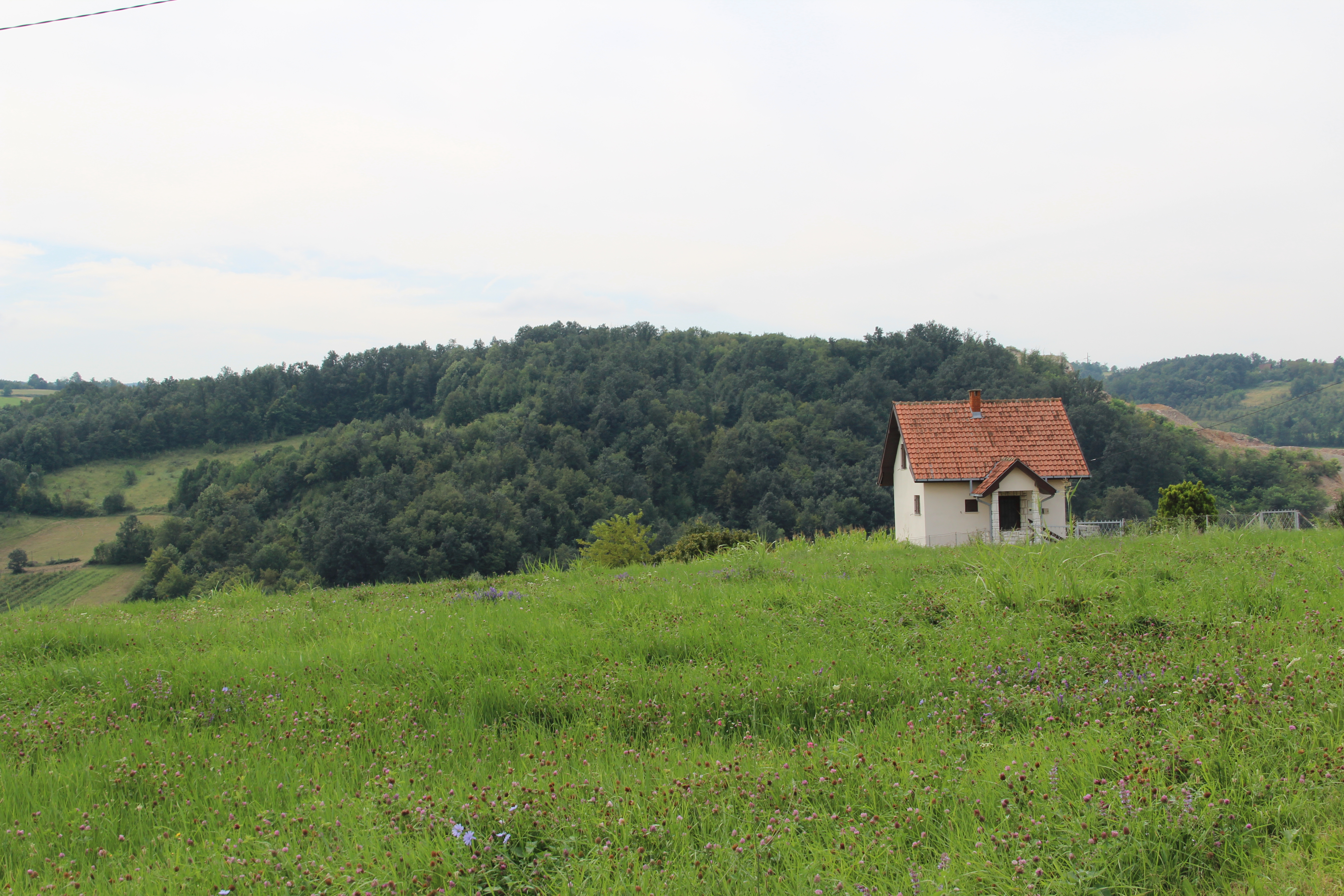
Kovačice - panorama
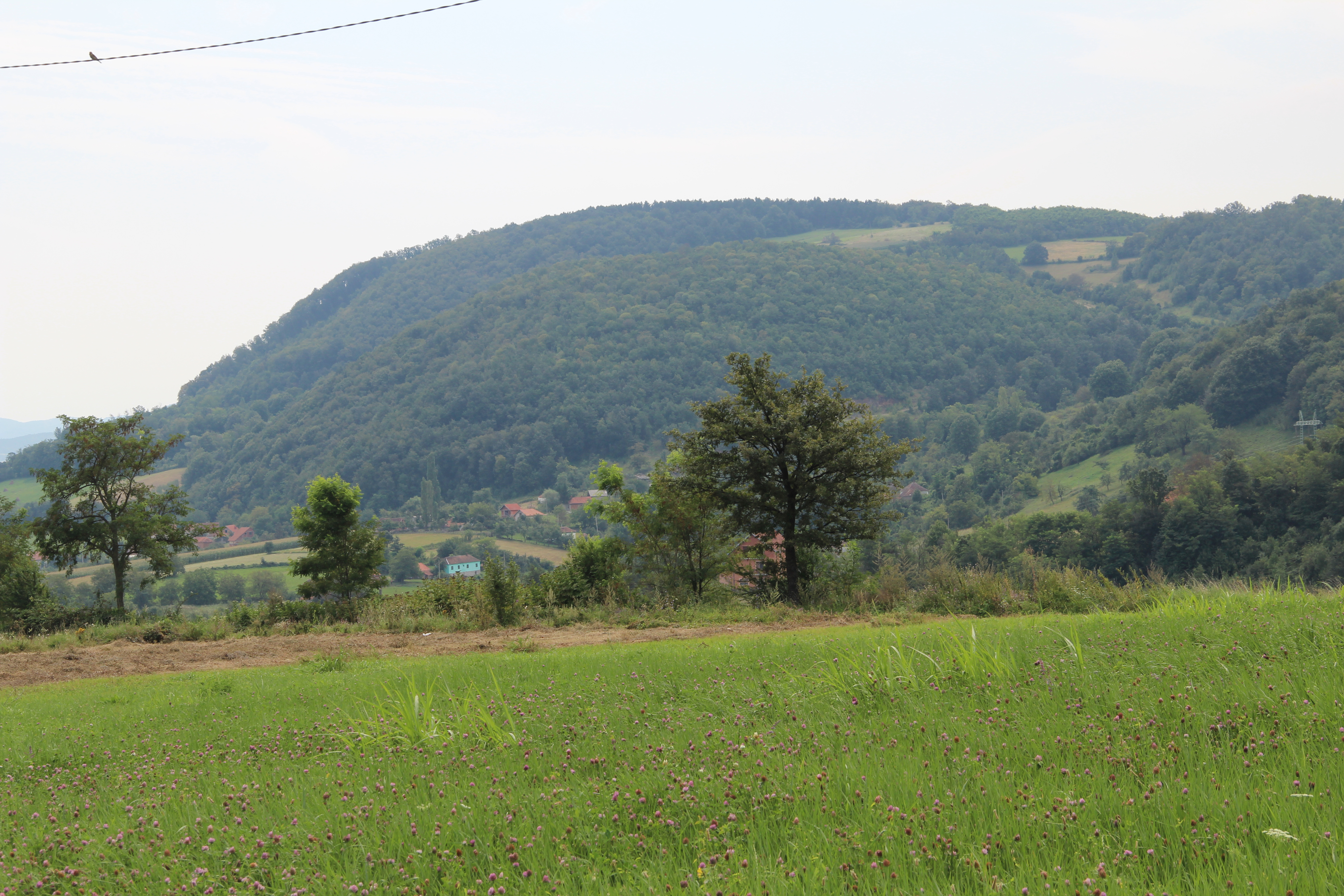
Kovačice - panorama
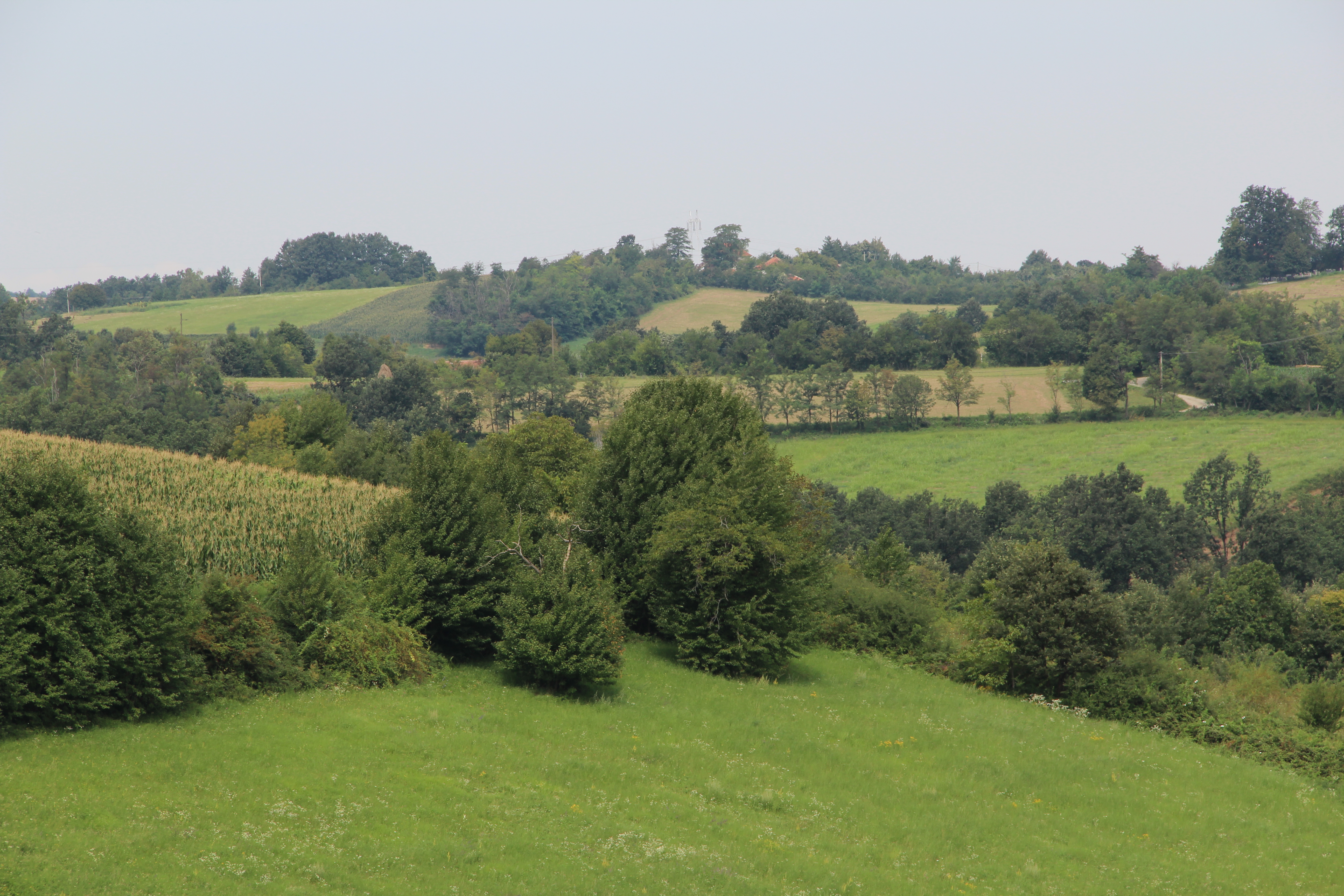
Kovačice - panorama

## Démographie
| 1948 | 1953 | 1961 | 1971 | 1981 | 1991 | 2002 | 2011 |
| ---- | ---- | ---- | ---- | ---- | ---- | ---- | ---- |
| 338  | 237  | 307  | 284  | 247  | 230  | 203  | 174  |

|  |